# Casa Memorială „Panait Istrati”
Casa Memorială „Panait Istrati” este un muzeu județean din Brăila, amplasat în Grădina Publică. 
A fost înființată cu prilejul centenarului scriitorului Panait Istrati (1884 - 1935), născut în Brăila. Se află într-o clădire construită la sfârșitul secolului al XIX-lea, cu destinație administrativă (Casa Grădinarului). Deși Panait Istrati nu a locuit aici, clădirii i-a fost atribuită această destinație deoarece nu s-a păstrat nici una din clădirile din Brăila, în care a locuit Panait Istrati.
Expoziția prezintă publicului manuscrise, obiecte personale, piese de mobilier, cărți cu autograf, ediții rare, ediții princeps, fotografii-document, obiecte care au fost cumpărate în cea mai mare parte de la ultima soție a scriitorului Panait Istrati, Margareta Istrati. În podul clădirii s-a organizat Fondul de documentare cu privire la studiul vieții și operei lui Panait Istrati.
După doi ani de lucrări de restaurare a centrului istoric al Brăilei, în care a fost inclusă și casa memorială, aceasta a fost redeschisă la 16 aprilie 2011.
Clădirea muzeului este declarată monument istoric, având codul BR-IV-m-B-02157. 